# Black Earth
Black Earth — дебютний студійний альбом шведського мелодійного дез-метал гурту Arch Enemy. Реліз альбому відбувся 2 жовтня 1996 під лейблом Wrong Again Records. Перевидання, що вийшло у 2002 році, було під лейблом Regain Records.

## Список пісень
| #  | Назва                    | Автор слів            | Автор музики       | Тривалість |
| -- | ------------------------ | --------------------- | ------------------ | ---------- |
| 1. | «Bury Me an Angel»       | М. Емотт              | М. Емотт           | 3:40       |
| 2. | «Dark Insanity»          | Лійва                 | Лійва, М. Емотт    | 3:16       |
| 3. | «Eureka»                 | М. Емотт              | К. Емотт, М. Емотт | 4:44       |
| 4. | «Idolatress»             | Лійва                 | Лійва, М. Емотт    | 4:56       |
| 5. | «Cosmic Retribution»     | М. Емотт              | М. Емотт           | 4:00       |
| 6. | «Demoniality»            | інструментальний трек | М. Емотт           | 1:19       |
| 7. | «Transmigration Macabre» | М. Емотт              | М. Емотт           | 4:09       |
| 8. | «Time Capsule»           | інструментальний трек | К. Емотт           | 1:09       |
| 9. | «Fields of Desolation»   | Лійва                 | К. Емотт, М. Емотт | 5:31       |

| Перевидання 2002 року має додаткові 3 треки | Перевидання 2002 року має додаткові 3 треки | Перевидання 2002 року має додаткові 3 треки | Перевидання 2002 року має додаткові 3 треки | Перевидання 2002 року має додаткові 3 треки |
| #                                           | Назва                                       | Автор слів                                  | Автор музики                                | Тривалість                                  |
| ------------------------------------------- | ------------------------------------------- | ------------------------------------------- | ------------------------------------------- | ------------------------------------------- |
| 10.                                         | «Losing Faith»                              | Лійва                                       | К. Емотт, Ерландсон, М. Емотт               | 3:16                                        |
| 11.                                         | «The Ides of March»                         | інструментальний трек                       | Стів Гарісс                                 | 1:46                                        |
| 12.                                         | «Aces High»                                 | Стів Гарісс                                 | Стів Гарісс                                 | 4:23                                        |